# Guaduella densiflora
Guaduella densiflora är en gräsart som beskrevs av Pilg.. Guaduella densiflora ingår i släktet Guaduella och familjen gräs. Inga underarter finns listade i Catalogue of Life.